# لوار الأطلسية (إقليم فرنسي)

موقع اقليم لوار الأطلسية

لوار الأطلسية (بالفرنسية:  تُنطق [اسمع في هذا المتصفح]Loire Atlantique)‏ هو إقليم فرنسي، يقع على الساحل الغربي من فرنسا سمي باسم لوار الأطلسية نسبة لنهر لوار والمحيط الأطلسي. مركزه الإداري هي مدينة نانت.

## تاريخ الإقليم
يعد إقليم لوار الأطلسية واحد من الإقليم الـ 83 التي تتشكل منها فرنسا، والتي تم إنشأها أثناء الثورة الفرنسية يوم 4 مارس 1790، في الأصل كان اسم الإقليم لوار انفيري (بالفرنسية:Loire-Inférieure) ولكن تم تغيير اسمها في عام 1957 إلى لوار الأطلسية لتجنب الدلالات السلبية للكلمة أدنى (بالفرنسية Inférieure).
وكان إقليم لوار الأطلسية في الأصل جزء من منطقة بريتاني، تم فصل هذا الإقليم من بريتاني في عام 1941 من قبل حكومة فيشي. وما زال بعض سكان الإقليم يطالبون بإلحاقه إلى بريتاني.

## جغرافية الإقليم
يعتبر إقليم لوار الأطلسية جزء من منطقة بايي دو لا لوار ويحيط بها كل من الأقاليم التالية: موربيهان (بالفرنسية: Morbihan)، إيل وفيلان (بالفرنسية: Ille-et-Vilaine)، ماين ولوار (بالفرنسية: Maine-et-Loire)، فوندي (بالفرنسية: Vendée)، مع المحيط الأطلسي في الغرب.

## ثقافة الإقليم
اللغة المستخدمة في منطقة بريتاني العليا هي لغة جالو، وهي لغة رومانسية متصلة بالفرنسية. ويعتبر عدد المتحدثين بلغة جالو في انخفاض مطرد منذ أوائل القرن العشرين الميلادي، واللغة ليست رسمية ولا تدرس في التعليم الابتدائي أو الثانوي.
اما اللغة البريتونية فهي المستخدمة في منطقة لبريتاني السفلى، وتعد تاريخيا هي اللغة الأساسية في إقليم لوار الأطلسية منذ عام 1920.
أما الفولكلور والتقاليد الموسيقية الشائعة والمستخدمة في بريتاني السفلى أو بريتاني الشرقية، فهي عادة مماثلة لتلك التي تستخدم في بريتاني الغربية أو بريتاني العليا.

## السكان في الإقليم
يسكن في الإقليم وفق تعداد عام 1999 حوالي 1.134.266 نسمة، يعيشون في مساحة تقدر 6,815 كلم2، واما الكثافة السكانية فهي 174 نسمة لكل كلم2.
تعداد السكان في مدن إقليم لوار الأطلسية وفقا لتعداد عام 1999 :
- نانت وضواحيها : 1077728 نسمة.
- سان نزاير وضواحيها : 197760 نسمة.

## معرض صور

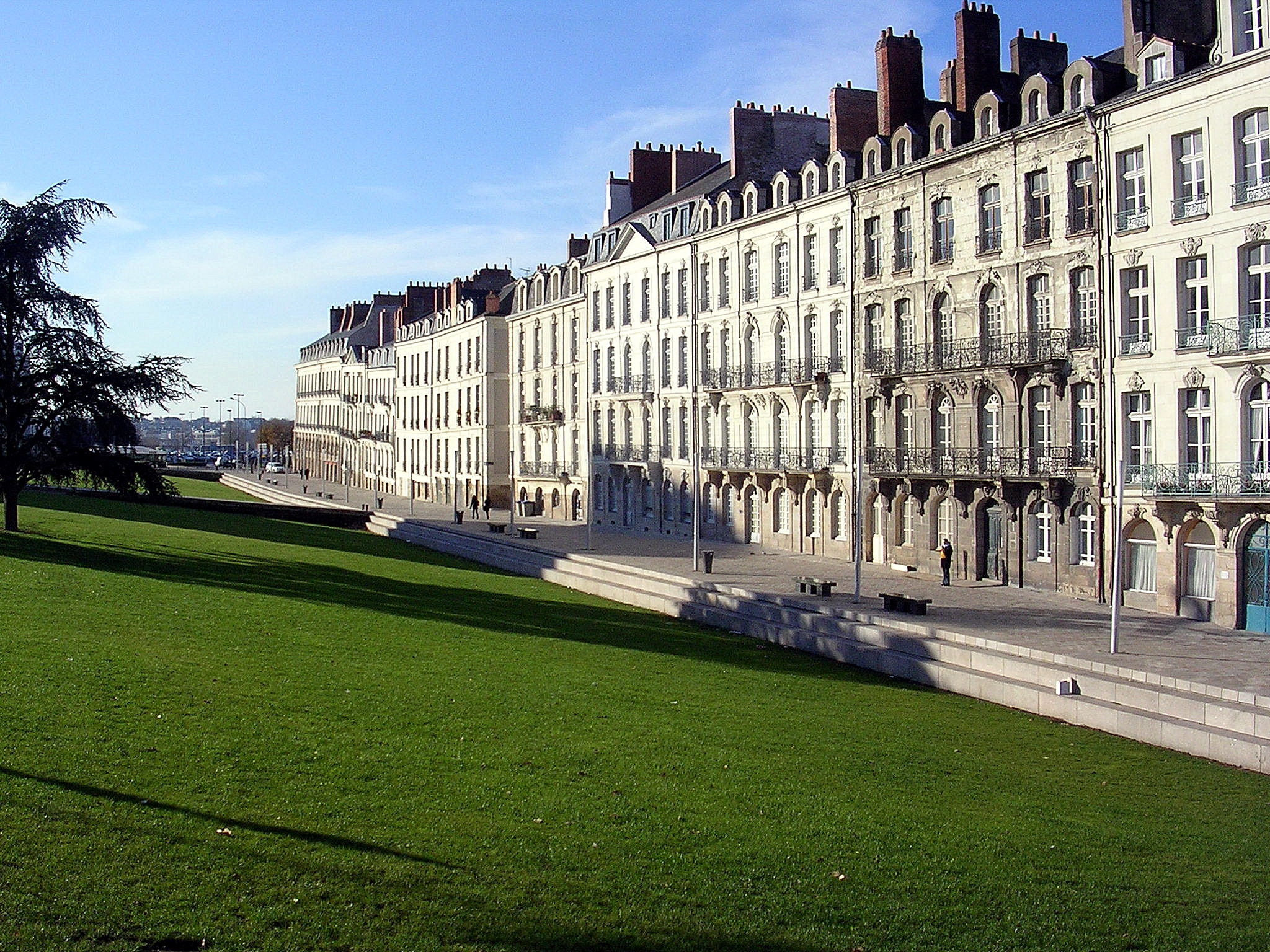
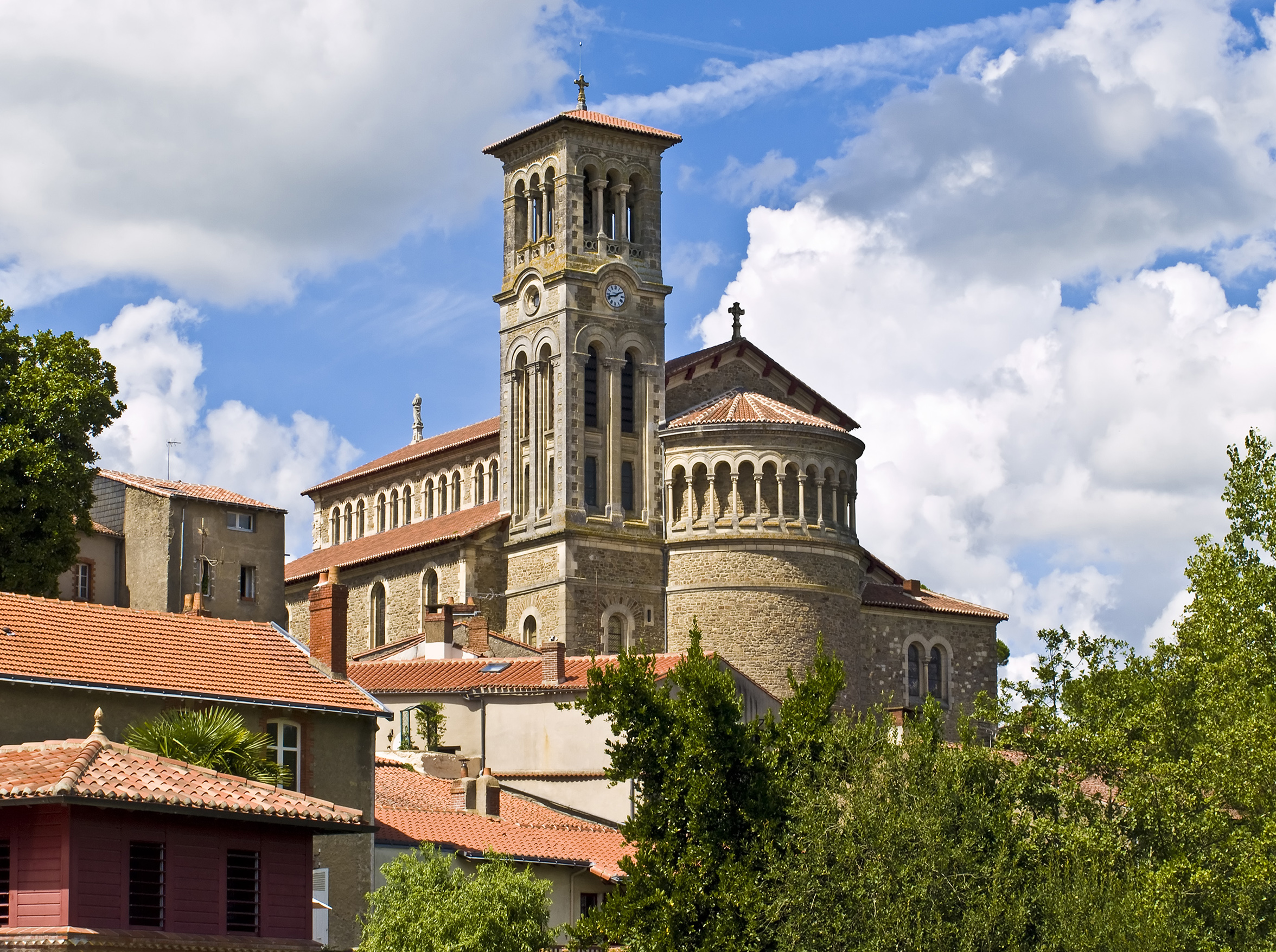
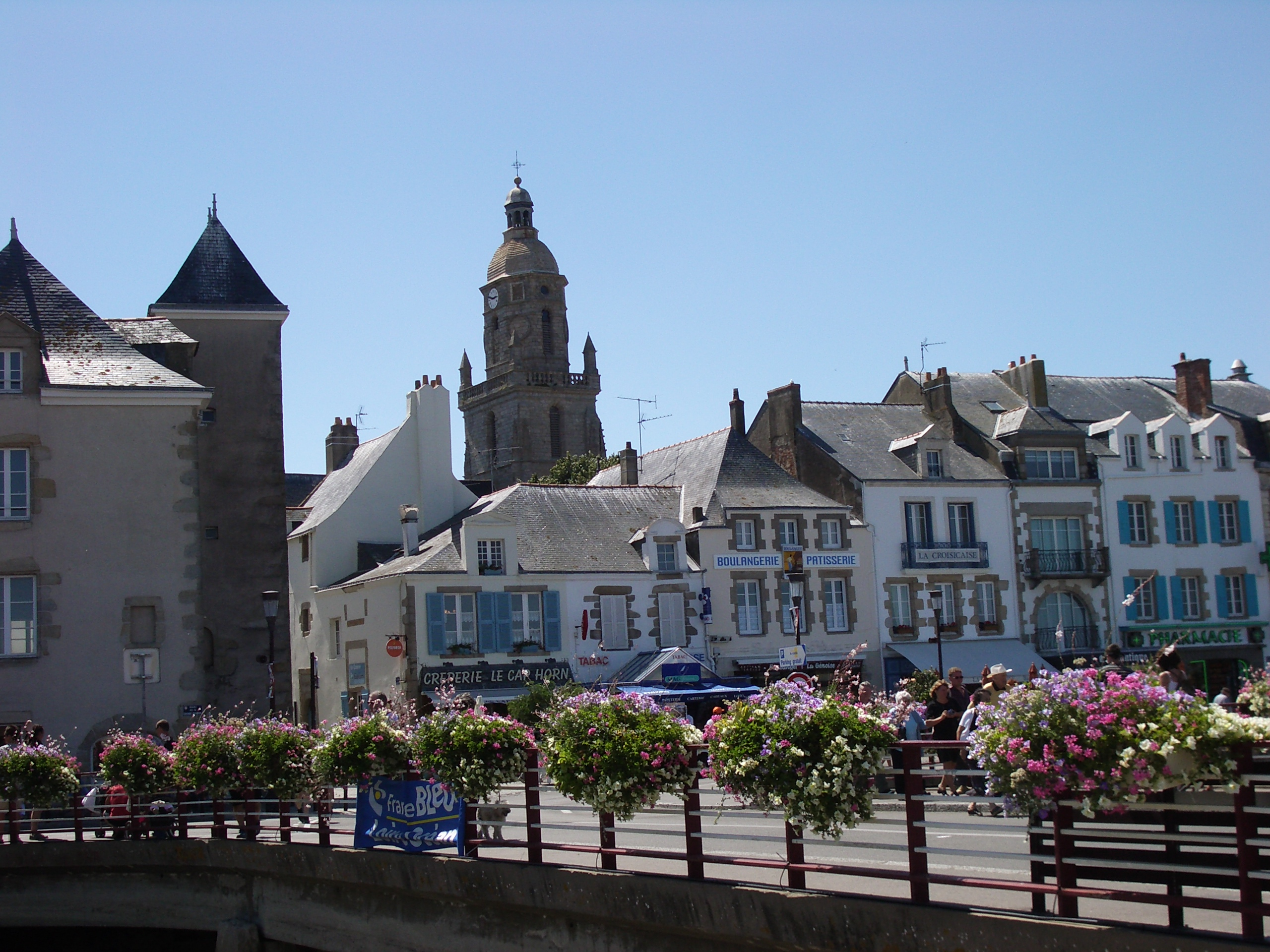
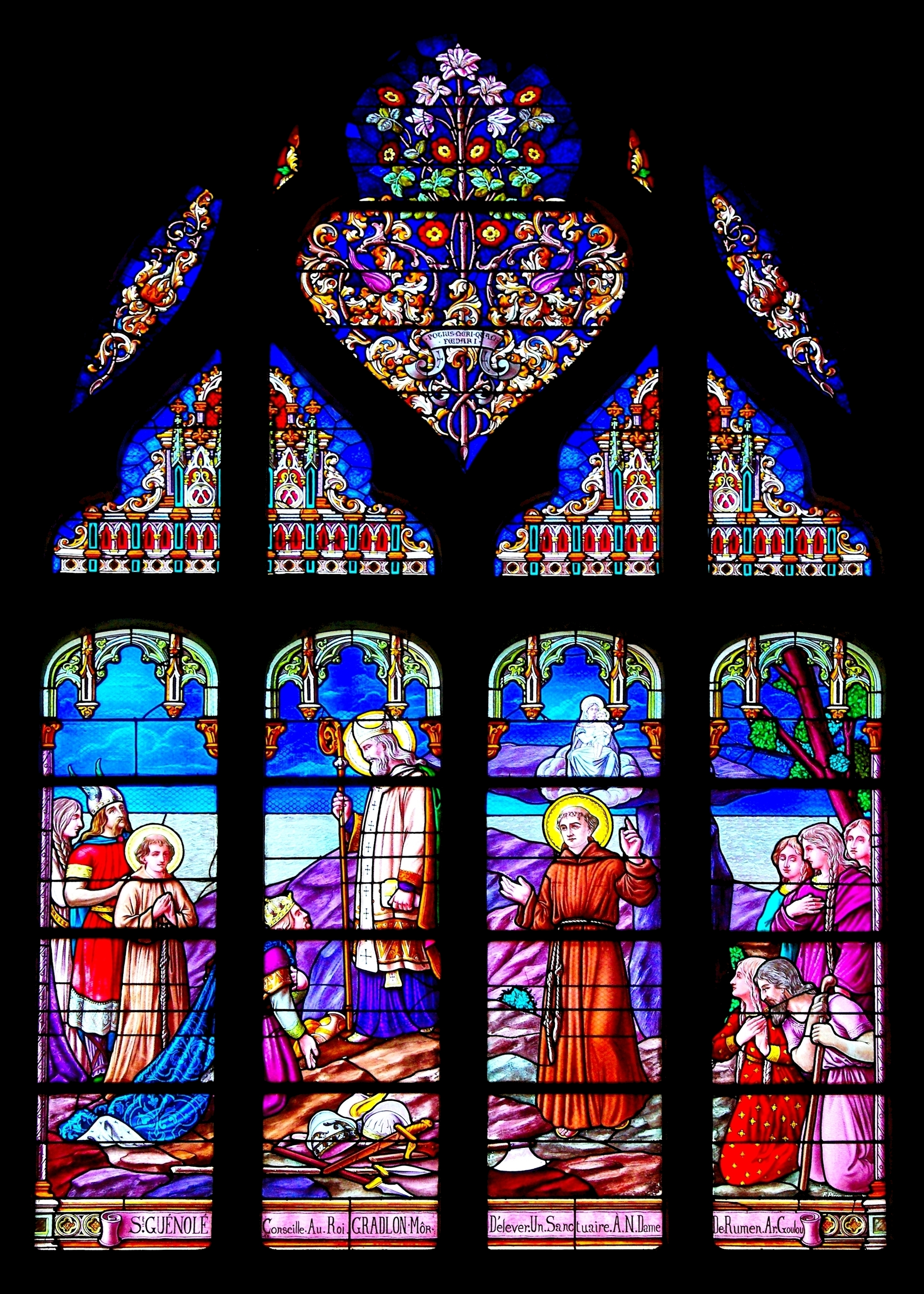
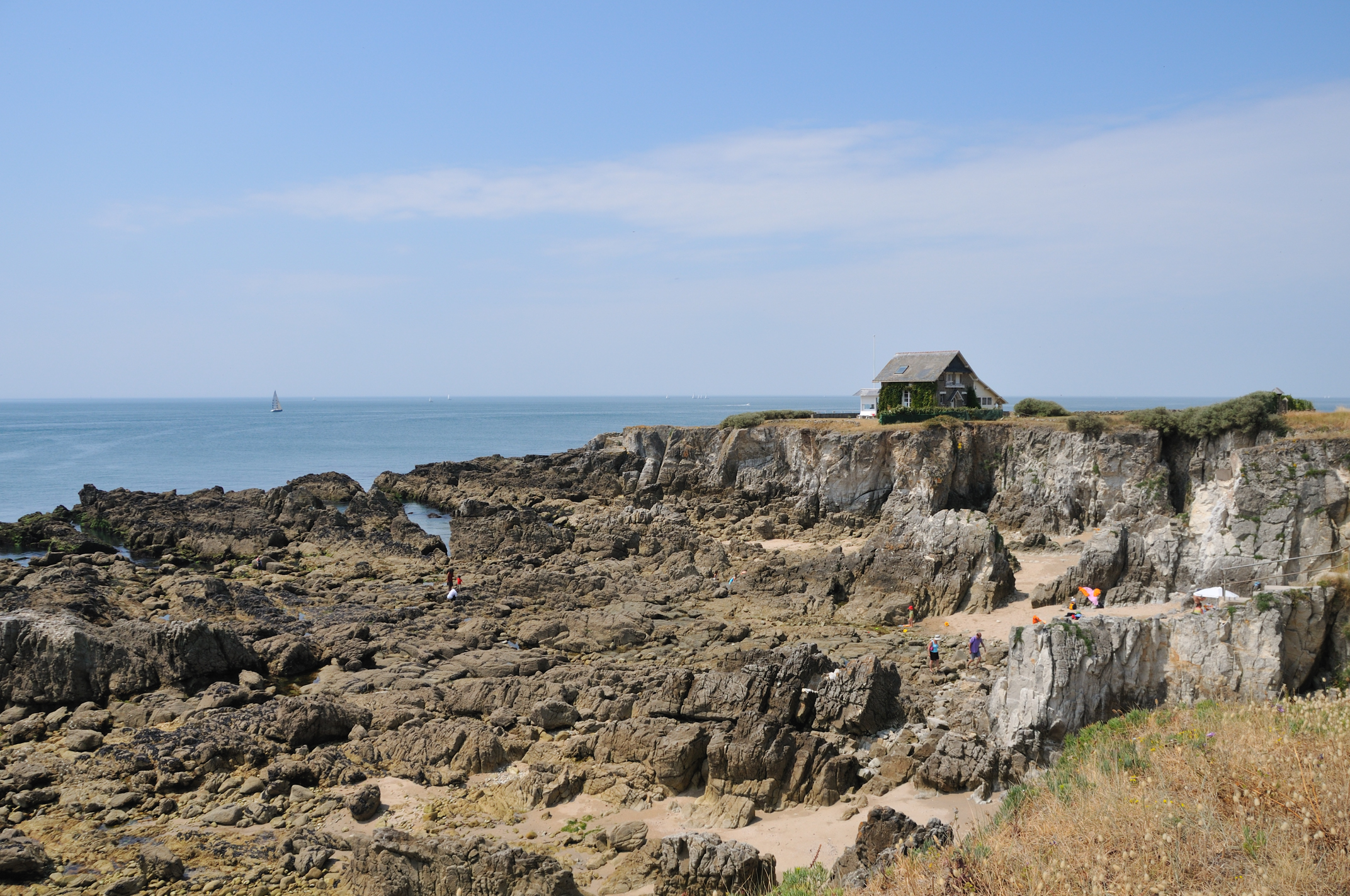